# Duffield (Virginia)
Duffield es una localidad del Condado de Scott, Virginia, Estados Unidos. Según el censo de 2000 tenía una población de 62 habitantes y una densidad de población de 41.3 hab/km².

## Demografía
Según el censo de 2000, había 62 personas, 25 hogares y 20 familias residiendo en la localidad. La densidad de población era de 41,3 hab./km². Había 30 viviendas con una densidad media de 20,0 viviendas/km². El 100,00% de los habitantes eran blancos.
Según el censo, de los 25 hogares en el 24,0% había menores de 18 años, el 68,0% pertenecía a parejas casadas, el 12,0% tenía a una mujer como cabeza de familia y el 20,0% no eran familias. El 20,0% de los hogares estaba compuesto por un único individuo y el 8,0% pertenecía a alguien mayor de 65 años viviendo solo. El tamaño promedio de los hogares era de 2,48 personas y el de las familias de 2,85.
La población estaba distribuida en un 21,0% de habitantes menores de 18 años, un 4,8% entre 18 y 24 años, un 25,8% de 25 a 44, un 35,5% de 45 a 64 y un 12,9% de 65 años o mayores. La media de edad era 44 años. Por cada 100 mujeres había 82,4 hombres. Por cada 100 mujeres de 18 años o más, había 88,5 hombres.
Los ingresos medios por hogar en la localidad eran de 27.500 dólares ($) y los ingresos medios por familia eran 29.375 $. Los hombres tenían unos ingresos medios de 29.000 $ frente a los 15.938 $ para las mujeres. La renta per cápita para la ciudad era de 12.046 $. El 6,3% de la población y el 0,0% de las familias estaban por debajo del umbral de pobreza. El 0,0% de los menores de 18 años y el 33,3% de los habitantes de 65 años o más vivían por debajo del umbral de pobreza.

## Geografía
Según la Oficina del Censo de los Estados Unidos, la localidad tiene un área total de 1,5 km², todos ellos correspondientes a tierra firme.